# 所ジョージのオールナイトニッポンGOLD
所ジョージのオールナイトニッポンGOLD（ところじょーじのおーるないとにっぽんごーるど）は、2009年12月3日から2010年12月30日まで、ニッポン放送をキーステーションに毎週木曜日22:00から放送されていたラジオ番組である。

## 概要
かつてTBSラジオをキーステーションに放送されていた所さんのブクブクゴシゴシ!のように、基本的に所ジョージがメイン、清水圭が合いの手を入れて進行するおしゃべりを垂れ流す番組である。
テーマ曲の「BITTERSWEET SAMBA」は、曲の先頭からではなく、トランペットの演奏開始のところから流している。これは、くり万太郎のオールナイトニッポンRのエンディングと手法が同じである。

## 出演者
パーソナリティ
- 所ジョージ

パートナー
- 清水圭
- 増山さやか（ニッポン放送アナウンサー、2010年6月24日まで）

2010年2月11日の放送では増山アナがアナウンサー研修のため出演できず金曜日担当の新保友映がピンチヒッターを務めた。
放送休止による代替番組パーソナリティ
- 渡辺美里（2010年4月29日、渡辺美里のオールナイトニッポン）
- つるの剛士（2010年5月6日）
- 中村由利・岡本仁志（GARNET CROW）（2010年8月12日）
- 植村花菜（2010年9月16日）

## コーナー
これらのコーナーは不定期である。
りんごとだんご
一見似ているようで、かなり違うものをリスナーから送ってもらい紹介する
○○さんへのおたより
オールナイトニッポンGOLDの他の曜日のパーソナリティーへの手紙をこの番組に送ってもらう。

## 備考
- 所が体調不良で番組を早退した際には、清水圭のオールナイトニッポンシルバーとして清水圭がパーソナリティーとして放送した。
- また所の体調不良からの復帰の放送には清水圭と増山アナウンサーは休み、代わりに月曜パーソナリティーの一人、坂崎幸之助がゲストとして出演した。
- この番組のジングルでゴールデン放送と言っているものがあるがこれは、GOLDというのはゴールデンタイムに放送すると所が勘違いして録音したものである。
- この番組だけ、聴取率調査週間でも他の曜日とは違って特別な企画を一切行わず（事前収録番組のため）、そのことをわざわざ番宣CMでもアピールしていた。